# Veran Matić

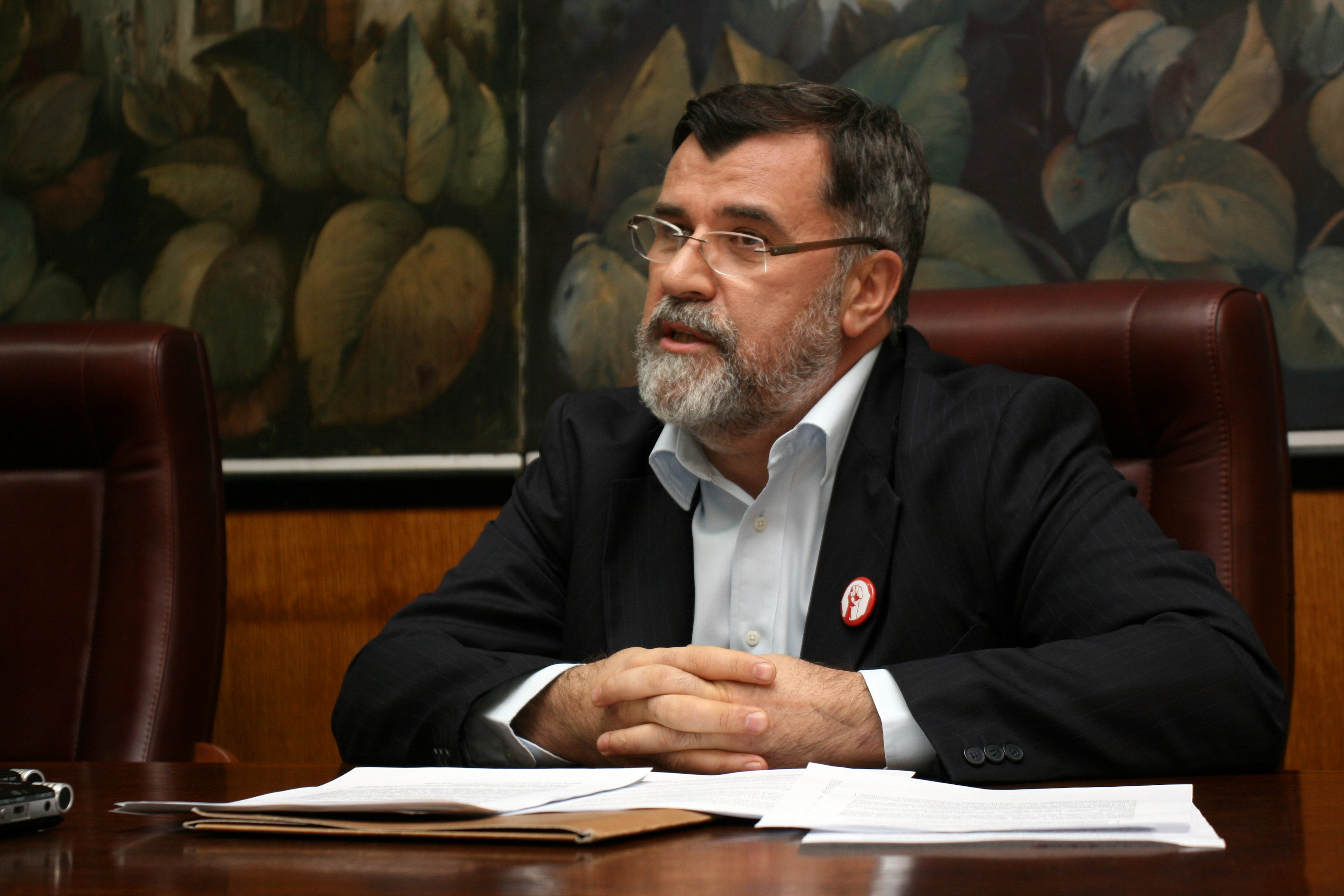
Veran Matić

Veran Matić (* 1962 in Šabac, Jugoslawien) ist Mitgründer, Leiter und Chefredakteur des Belgrader Rundfunk- und Fernsehsenders B92, des wichtigsten unabhängigen Medienhauses in Serbien, das neben Rundfunk und Fernsehen auch einen Online-Service, einen Buchverlag, eine Konzertagentur und das Kulturzentrum REX betreibt. Daneben war er zehn Jahre lang Vorsitzender der Vereinigung Unabhängiger Elektronischer Medien ANEM (Asocijacija Nezavisnih Elektronskih Medija). Er gehört zu den Gründungsmitgliedern der South East Europe Media Organisation (SEEMO).

## Berufliche Laufbahn
Im journalistischen Bereich ist Veran Matić seit 1984 tätig. Zunächst arbeitete er für Jugend- und alternative Medien in Belgrad, Zagreb und Ljubljana, darunter für das unabhängige Belgrader Rundfunkhaus Studio B. Im Mai 1989 gründete er mit B92 den ersten vollkommen unabhängigen Radiosender in Serbien.
In den 1990er Jahren wurde der Sender mehrmals verboten, trotzdem schaffte er es aber immer, seine Arbeit fortzusetzen. Am 24. März 1999, nur wenige Stunden vor dem Beginn des dreimonatigen NATO-Bombardements im Rahmen des Kosovokrieges, wurde das Radio B92 von einer regimenahen Gruppe gesetzwidrig übernommen und abermals verboten. Veran Matić wurde verhaftet und für kurze Zeit inhaftiert. Trotz des Verbotes schaffte es der Sender, sein Programm übers Internet weiter zu senden, bevor er wenige Monate später wieder mit der terrestrischen Ausstrahlung beginnen konnte.

## Veran Matićs als Autor
Veran Matić ist, zusammen mit Dejan Ilić, Mitverfasser und Mitherausgeber des Bandes Wahrheit, Verantwortung, Versöhnung: Beispiele aus Serbien (Samisdat B92, Belgrad 2000).
Artikel von Veran Matić wurden in vielen Zeitungen und Zeitschriften veröffentlicht, darunter auch in The New York Times, The New York Review of Books, The Wall Street Journal, Index on Censorship, Frankfurter Allgemeine Zeitung, Le Monde und The Nation.
Mit dem Beitrag Schaffung des Informationsraums: „Commando Solo“ beteiligte er sich im April 1999 am Projekt Other voices. Echoes from a war zone der österreichischen Hörfunksendung Kunstradio – Radiokunst.

## Auszeichnungen
Für seine Leistungen während der letzten zwanzig Jahre wurde Veran Matić mit zahlreichen internationalen Preisen ausgezeichnet:
- 1993: Jahrespreis des New Yorker Komitees zum Schutz von Journalisten (Committee to Protect Journalists – CPJ)
- 1998: Der Olof-Palme-Preis des Olof Palme Gedächtisfonds

Diesen Preis erhielt Veran Matić zusammen mit zwei Kolaureaten, Viktor Ivančić, dem Chefredakteur der unabhängigen kroatischen Wochenzeitung Feral Tribune sowie mit Senad Pećanin, dem Chefredakteur des Magazins Dani (Die Tage) aus Sarajevo. Damit wurden sie für ihre hoch professionelle journalistische Tätigkeit ausgezeichnet.
- 1999: Auf der Jahresversammlung des Weltwirtschaftsforums (WEF) wurde er zu einem von hundert Global Leaders for Tomorrow erklärt, zusammen mit zwei weiteren Vertretern der ex-jugoslawischen Region, Veton Suroi, dem Redakteur des Blattes Koha Ditore aus dem Kosovo, und Saša Vučinić, der das Unternehmen Media Development Loan Fund leitet.
- 1999: Preis für mutige journalistische Arbeit der USC Annenberg School for Communication
- 1999: Preis für soziale Gerechtigkeit der Organisation „Kinder vereinen Nationen“ (Social Justice Award Children Uniting Nations)
- 1999: Ilaria-Alpi-Preis: Die Auszeichnung Ilaria-Alpi-Preis ist der italienischen RAI-TG3-Reporterin Ilaria Alpi gewidmet, die unter ungeklärten Umständen in Mogadischu (Somalia) ihr Leben verloren hat.
- 2000: Das Internationale Presseinstitut wählte ihn zu einem der 50 heldenhaften Kämpfer für Pressefreiheit gewählt. (International Press Institute – IPI, World Press Freedom Hero).
- 2004: Belgrader Journalismus-Preis für 2003: Den Belgrader Journalismus-Preis erhielt Veran Matić dank seines unermüdlichen Engagements für eine objektive und ausgewogene Berichterstattung sowie für Grund- und Menschenrechte.
- 2009: Ehrenlegion (La Légion d'Honneur), der höchste französische Verdienstorden, in der Ordensklasse Chevalier de la Légion d'Honneur. Diese Auszeichnung erhielt er für seinen Kampf für die Pressefreiheit, an dessen Spitze er als Gründer und Leiter von B92 jahrelang gestanden hatte.[2]
- 2021: Bundesverdienstkreuz am Bande

## Weitere Aktivitäten
Konferenzbeiträge (eine Auswahl)
- Turbulentes Europa: Konflikt, Identität und Kultur, EFTSC, London, Juli 1994
- Virtuelle Diplomatie: Globale Kommunikations-Revolution und Konfliktmanagement, US Institute for Peace, Washington, April 1997
- Medien im Dienste des Lebens: Der Schutz der Zivilbevölkerung bei Gewaltkonflikten, International Centre for Humanitarian Reporting, Boston
- Die Tradition und die Transition im informativen Journalismus, Freedom Forum, European Media Forum, London, Mai 1997
- Die Cantigny-Konferenzreihe: Die Informationsrevolution und ihre Folgen für die nationalen Machtfundamente, McCormick Tribune Foundation und Center for Strategic & International Studies, September 1997
- Zugang zu elektronischen Medien in Konfliktzonen, United States Institute of Peace und Voice of America, Washington, Oktober 1997
- Das Europa von Morgen, eine Veranstaltung der Europäischen Liberalen, Demokratischen und Reformpartei in der Parlamentarischen Versammlung des Europarates, Baden-Baden, Deutschland, 23.–24. Januar 1999
- 1999 International Studies Association Annual Conference, Washington, D.C., Februar 1999